# Miejski Zakład Komunikacji w Grudziądzu
Miejski Zakład Komunikacji spółka z ograniczoną odpowiedzialnością w Grudziądzu (MZK sp. z o.o. Grudziądz) – główny miejski przewoźnik komunikacyjny w Grudziądzu.
Zakład oprócz przewozu osób prowadzi inne zadania zlecone przez Urząd Miejski w Grudziądzu:
- Zimowe i letnie utrzymanie czystości dróg[1]
- Prowadzi na swoim terenie Punkt Selektywnej Zbiórki Odpadów Komunalnych (PSZOK). Miejsce, w którym składowane są przedmioty niepodlegające segregacji w zwykłych pojemnikach np. śmieci wielkogabarytowych i niebezpiecznych dla środowiska[2]

## Linia tramwajowa
| Linia | Trasa | Częstotliwość w dni powszednie od godz. 5:00 do 18:00 |
| ----- | --- | ----------------------------------------------------- |
| T2    | Grudziądz: Pętla Rządz – Konstytucji 3 Maja – Południowa – Chełmińska – Toruńska – Al. 23 Stycznia – Klasztorna – Szkolna – Szewska – Rynek Główny – Długa – Plac Miłośników Astronomii – Stara – Wybickiego – Legionów – Pętla Tarpno Wybrane kursy na trasie: a) Dworzec PKP – Pętla Tarpno b) Dworzec PKP – Pętla Rządz | Regularny takt 10 min                                 |

## Tabor
MZK Grudziądz eksploatuje obecnie następujące autobusy i tramwaje:

### Autobusy
| Typ autobusu                                                       | Eksploatacja od                                                    | Lata produkcji                                                     | Numer taborowy                                                     | przewóz osób na wózkach                                            | Gniazdo do ładowania telefonów                                     | pojazd niskopodłogowy                                              | klimatyzacja przestrzeni pasażerskiej                              | monitoring                                                         | [ 3 ]                                                              | Liczba |
| ------------------------------------------------------------------ | ------------------------------------------------------------------ | ------------------------------------------------------------------ | ------------------------------------------------------------------ | ------------------------------------------------------------------ | ------------------------------------------------------------------ | ------------------------------------------------------------------ | ------------------------------------------------------------------ | ------------------------------------------------------------------ | ------------------------------------------------------------------ | ------ |
| Solaris Urbino 12 III                                              | 2013                                                               | 2011, 2013, 2018                                                   | 326 – 333, 340 – 343, 364 – 368                                    | przewóz osób na wózkach                                            | [ 7 ]                                                              | pojazd niskopodłogowy                                              | klimatyzacja przestrzeni pasażerskiej                              | monitoring                                                         | automaty biletowe                                                  | 16     |
| Solaris Urbino 12 IV                                               | 2015                                                               | 2015, 2016, 2018                                                   | 334 – 339, 344 – 347                                               | przewóz osób na wózkach                                            |                                                                    | pojazd niskopodłogowy                                              | klimatyzacja przestrzeni pasażerskiej                              | monitoring                                                         | automaty biletowe                                                  | 10     |
| Volvo 7900 Electric Hybrid                                         | 2019                                                               | 2019                                                               | 350 – 356                                                          | przewóz osób na wózkach                                            |                                                                    | pojazd niskopodłogowy                                              | klimatyzacja przestrzeni pasażerskiej                              | monitoring                                                         | automaty biletowe                                                  | 7      |
| MAN Lion’s City NL293                                              | 2020                                                               | 2017                                                               | 358 – 363                                                          | przewóz osób na wózkach                                            |                                                                    | pojazd niskopodłogowy                                              | klimatyzacja przestrzeni pasażerskiej                              | monitoring                                                         | automaty biletowe                                                  | 6      |
| Solaris Urbino 12 IV FL Electric                                   | 2023                                                               | 2023                                                               | 400 – 416                                                          | przewóz osób na wózkach                                            |                                                                    | pojazd niskopodłogowy                                              | klimatyzacja przestrzeni pasażerskiej                              | monitoring                                                         | automaty biletowe                                                  | 17     |
| Solaris Urbino 12 IV FL Hybrid                                     | 2023                                                               | 2023                                                               | 377 – 388                                                          | przewóz osób na wózkach                                            |                                                                    | pojazd niskopodłogowy                                              | klimatyzacja przestrzeni pasażerskiej                              | monitoring                                                         | automaty biletowe                                                  | 12     |
| Wszystkie pojazdy                                                  | Wszystkie pojazdy                                                  | Wszystkie pojazdy                                                  | Wszystkie pojazdy                                                  | Wszystkie pojazdy                                                  | Wszystkie pojazdy                                                  | Wszystkie pojazdy                                                  | Wszystkie pojazdy                                                  | Wszystkie pojazdy                                                  | Wszystkie pojazdy                                                  | 68     |
| Udział pojazdów niskopodłogowych i niskowejściowych we flocie      | Udział pojazdów niskopodłogowych i niskowejściowych we flocie      | Udział pojazdów niskopodłogowych i niskowejściowych we flocie      | Udział pojazdów niskopodłogowych i niskowejściowych we flocie      | Udział pojazdów niskopodłogowych i niskowejściowych we flocie      | Udział pojazdów niskopodłogowych i niskowejściowych we flocie      | Udział pojazdów niskopodłogowych i niskowejściowych we flocie      | Udział pojazdów niskopodłogowych i niskowejściowych we flocie      | Udział pojazdów niskopodłogowych i niskowejściowych we flocie      | Udział pojazdów niskopodłogowych i niskowejściowych we flocie      | 100%   |
| Udział pojazdów klimatyzowanych w przedziale pasażerskim we flocie | Udział pojazdów klimatyzowanych w przedziale pasażerskim we flocie | Udział pojazdów klimatyzowanych w przedziale pasażerskim we flocie | Udział pojazdów klimatyzowanych w przedziale pasażerskim we flocie | Udział pojazdów klimatyzowanych w przedziale pasażerskim we flocie | Udział pojazdów klimatyzowanych w przedziale pasażerskim we flocie | Udział pojazdów klimatyzowanych w przedziale pasażerskim we flocie | Udział pojazdów klimatyzowanych w przedziale pasażerskim we flocie | Udział pojazdów klimatyzowanych w przedziale pasażerskim we flocie | Udział pojazdów klimatyzowanych w przedziale pasażerskim we flocie | 100%   |
| Udział pojazdów niskoemisyjnych i zeroemisyjnych we flocie         | Udział pojazdów niskoemisyjnych i zeroemisyjnych we flocie         | Udział pojazdów niskoemisyjnych i zeroemisyjnych we flocie         | Udział pojazdów niskoemisyjnych i zeroemisyjnych we flocie         | Udział pojazdów niskoemisyjnych i zeroemisyjnych we flocie         | Udział pojazdów niskoemisyjnych i zeroemisyjnych we flocie         | Udział pojazdów niskoemisyjnych i zeroemisyjnych we flocie         | Udział pojazdów niskoemisyjnych i zeroemisyjnych we flocie         | Udział pojazdów niskoemisyjnych i zeroemisyjnych we flocie         | Udział pojazdów niskoemisyjnych i zeroemisyjnych we flocie         | 53%    |

Wybrane autobusy MZK Grudziądz
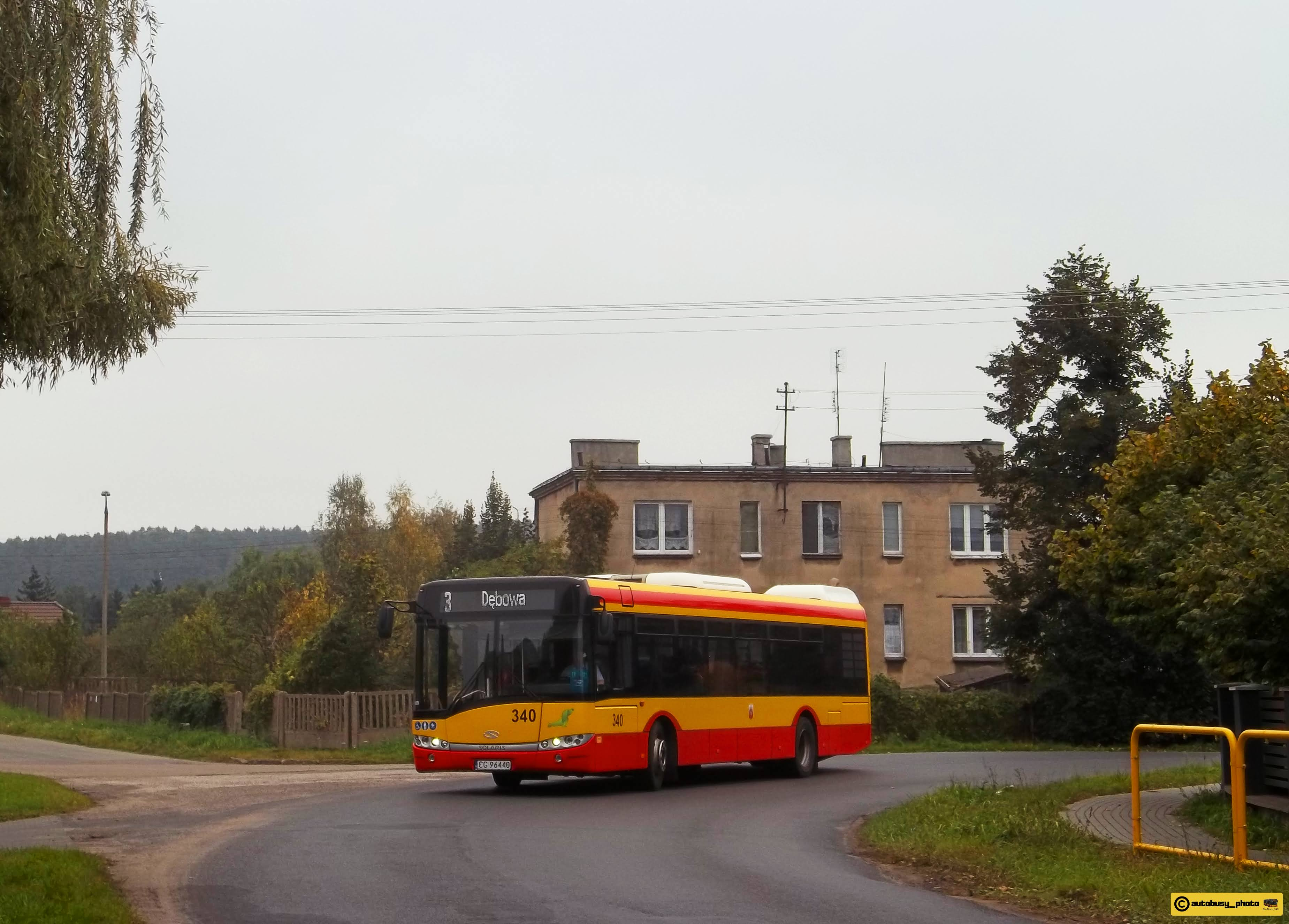
Solaris Urbino 12 III na ul. Dębowej
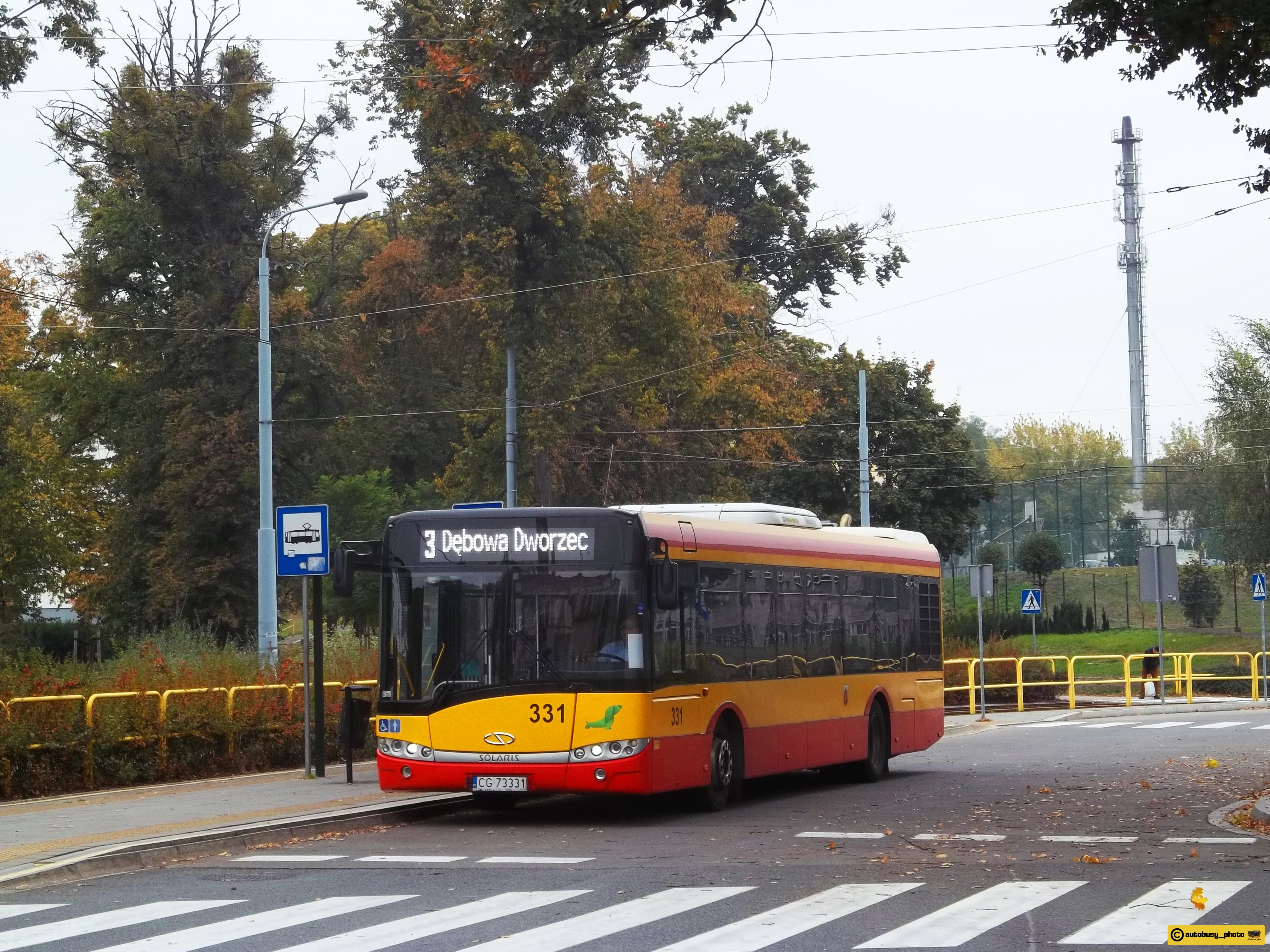
Solaris Urbino 12 III na Pętli w Tarpnie
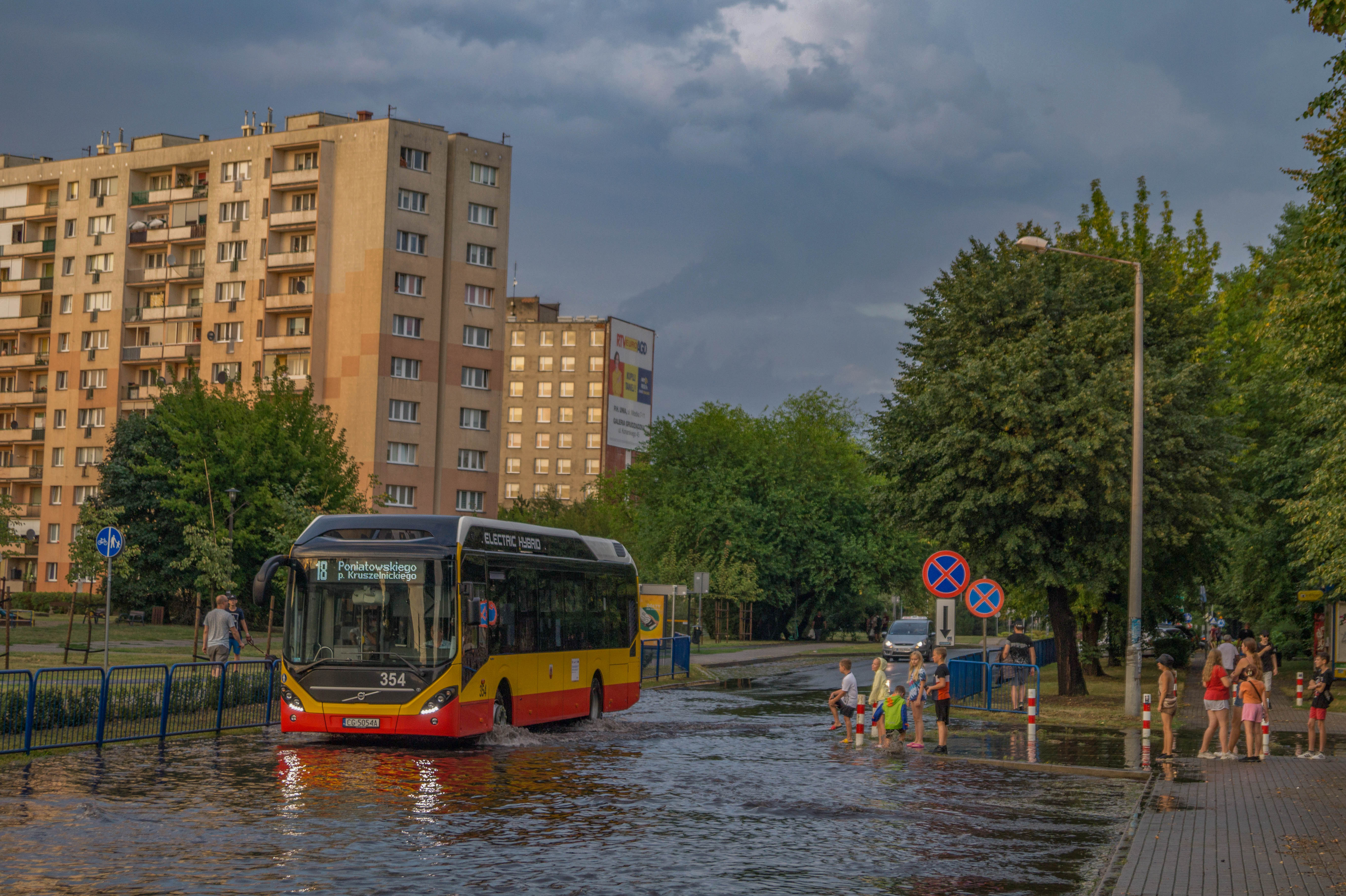
Volvo 7900 Electric Hybrid na ul. Bora Komorowskiego
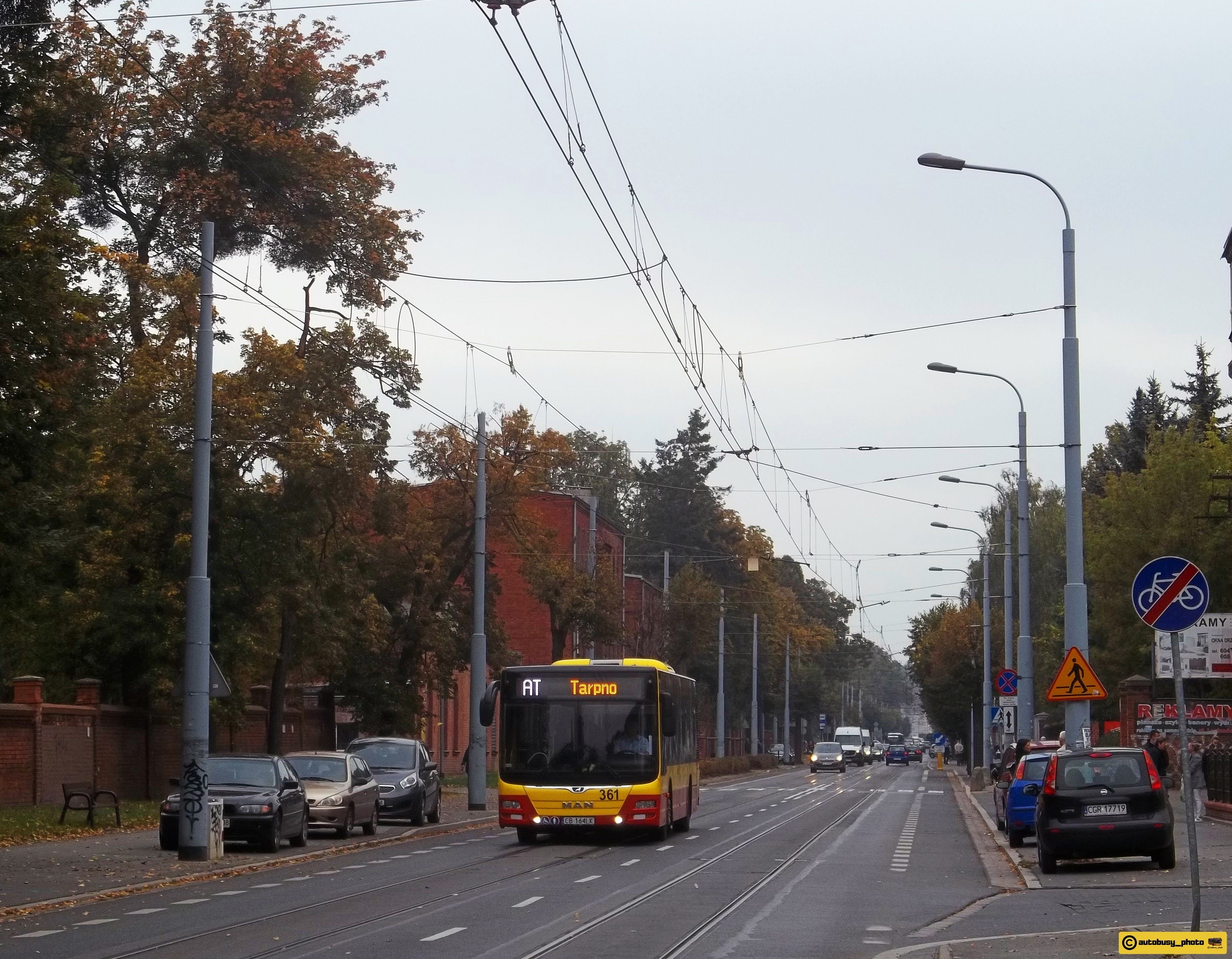
MAN NL293 na ul. Legionów
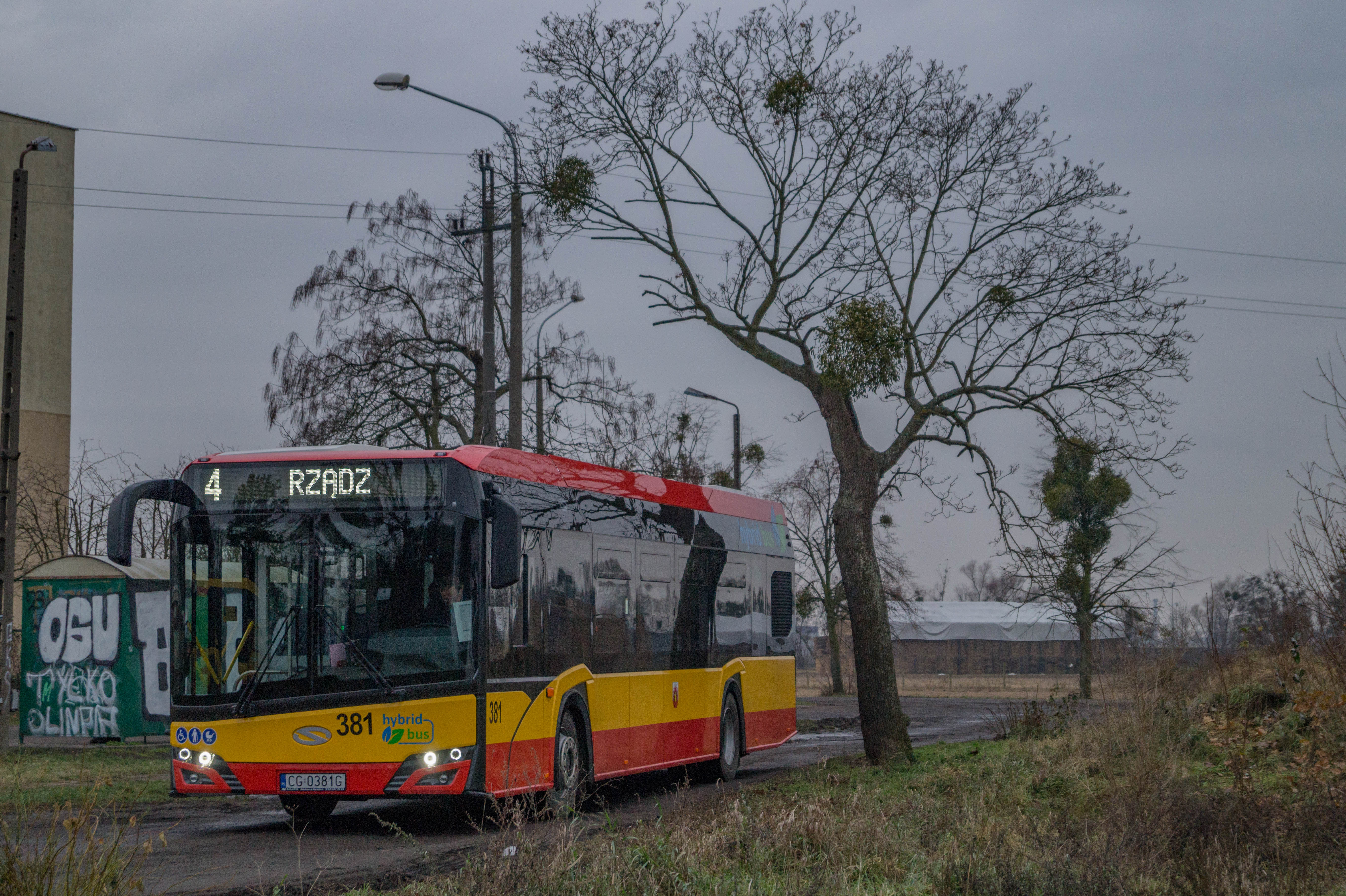
Solaris Urbino 12 IV FL Hybrid na pętli Lipowa / Szkoła

#### Autobusy wycofane z eksploatacji
- Ford TT
- Mavag
- Opel Blitz
- Autosan H9-35
- Iveco Daily
- Jelcz 272 MEX
- Jelcz 080
- Jelcz L11
- Jelcz M11
- Jelcz PR110U
- Jelcz M121M
- Kapena Thesi City
- San H01B
- San H100B
- Graf Sift/Mavag/bussing
- Star N52
- Jelcz PR110M
- Jelcz 120M
- Jelcz 120MM/1
- Gräf & Stift NL202
- MAN NL202
- Scania CN113CLL
- Mercedes-Benz O405N
- Man 309
- Neoplan K4016td
- Scania L94UB
- Scania CL94UB
- MAN Lion’s City NL283
- MAN Lion’s City NL273
- Scania CN270UB
- Solaris Urbino 18

### Tramwaje
| Typ tramwaju                                                       | Eksploatacja od                                                    | Lata produkcji                                                     | Numer taborowy                                                     | przewóz osób na wózkach                                            |                                                                    | Liczba |
| ------------------------------------------------------------------ | ------------------------------------------------------------------ | ------------------------------------------------------------------ | ------------------------------------------------------------------ | ------------------------------------------------------------------ | ------------------------------------------------------------------ | ------ |
| Konstal 805Nb                                                      | 1993                                                               | 1992, 1993                                                         | 64, 65                                                             |                                                                    |                                                                    | 2      |
| Düwag GT8                                                          | 2010                                                               | 1972, 1974, 1976                                                   | 79, 82, 84, 87, 88                                                 |                                                                    |                                                                    | 5      |
| Konstal 805Na-MM Konstal 805Na-MMD                                 | 2010                                                               | 1980, 1983, 1984, 1986, 2010, 2011                                 | 89 – 94                                                            |                                                                    |                                                                    | 4 2    |
| Modertrans Moderus Beta MF28 AC                                    | 2022                                                               | 2022                                                               | 95 – 98                                                            | przewóz osób na wózkach                                            |                                                                    | 4      |
| Wszystkie pojazdy                                                  | Wszystkie pojazdy                                                  | Wszystkie pojazdy                                                  | Wszystkie pojazdy                                                  | Wszystkie pojazdy                                                  | Wszystkie pojazdy                                                  | 17     |
| Udział pojazdów niskopodłogowych i niskowejściowych we flocie      | Udział pojazdów niskopodłogowych i niskowejściowych we flocie      | Udział pojazdów niskopodłogowych i niskowejściowych we flocie      | Udział pojazdów niskopodłogowych i niskowejściowych we flocie      | Udział pojazdów niskopodłogowych i niskowejściowych we flocie      | Udział pojazdów niskopodłogowych i niskowejściowych we flocie      | 24%    |
| Udział pojazdów klimatyzowanych w przedziale pasażerskim we flocie | Udział pojazdów klimatyzowanych w przedziale pasażerskim we flocie | Udział pojazdów klimatyzowanych w przedziale pasażerskim we flocie | Udział pojazdów klimatyzowanych w przedziale pasażerskim we flocie | Udział pojazdów klimatyzowanych w przedziale pasażerskim we flocie | Udział pojazdów klimatyzowanych w przedziale pasażerskim we flocie | 24%    |

Wybrane tramwaje MZK Grudziądz
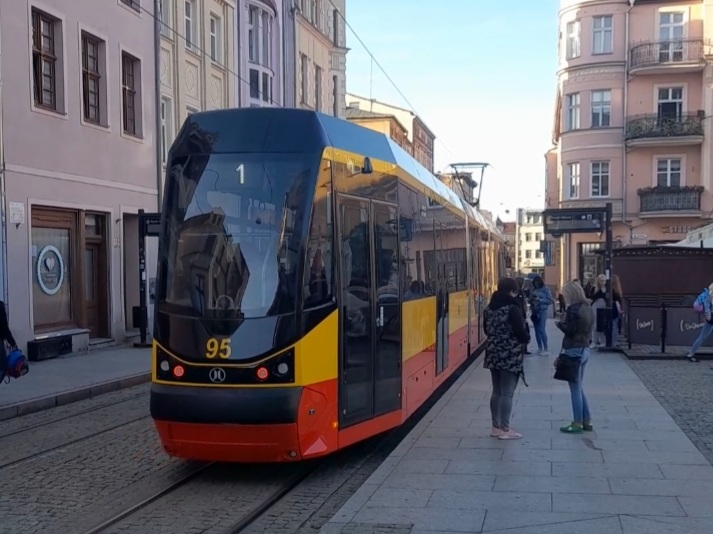
Moderus Beta na Rynku Głównym
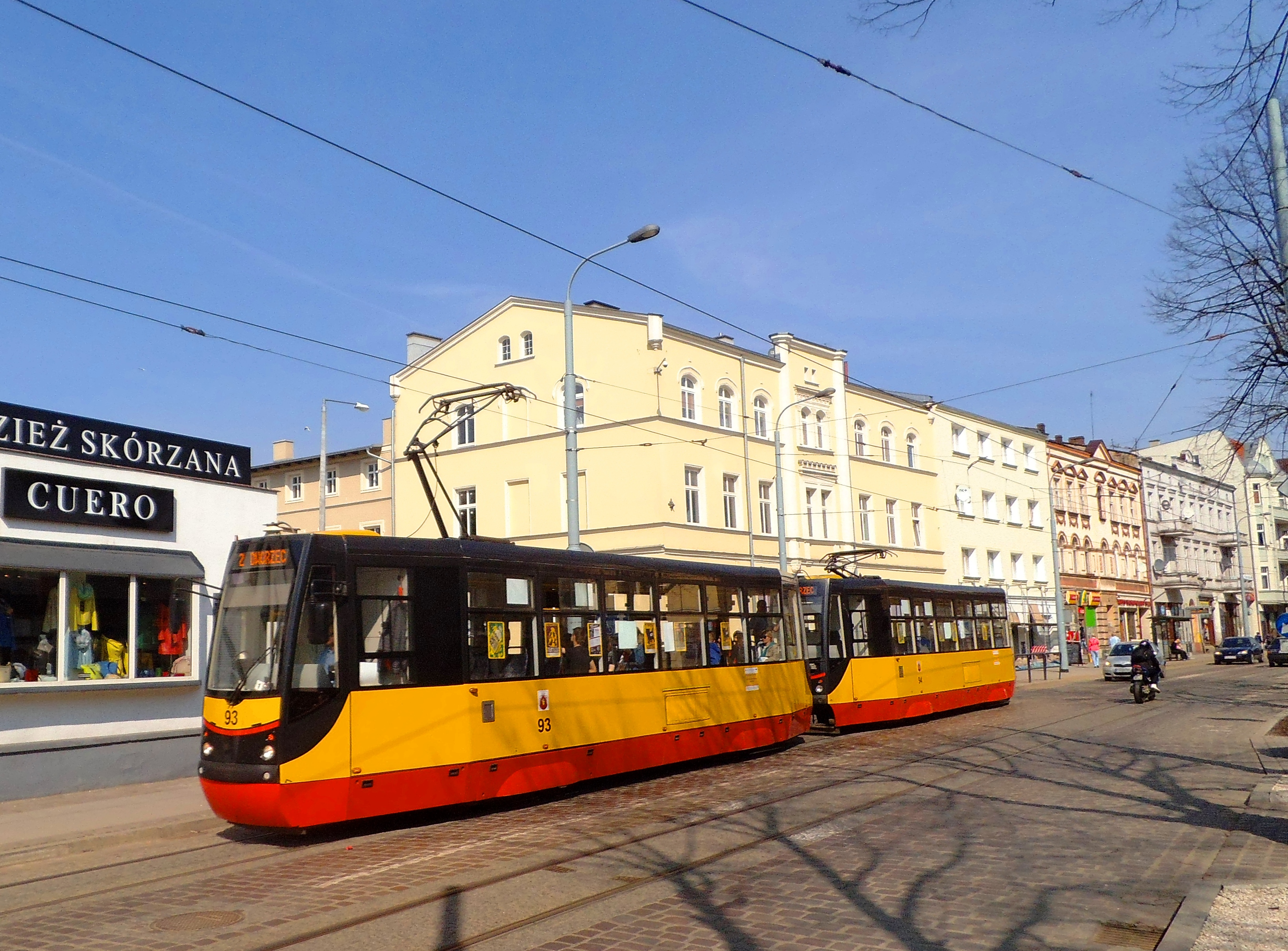
Konstal 805Na-MM na ul. Legionów
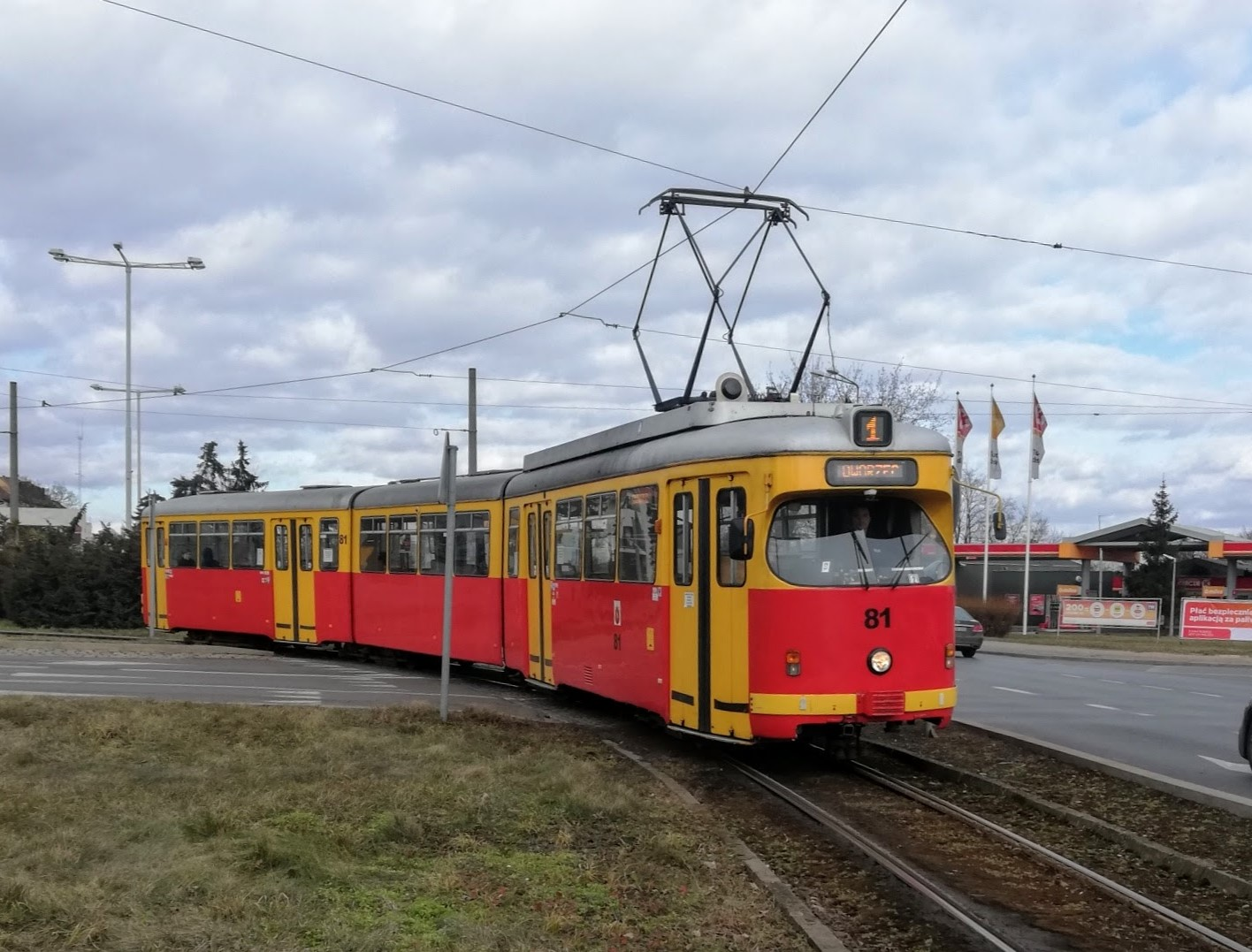
Düwag GT8 przy ul. Focha
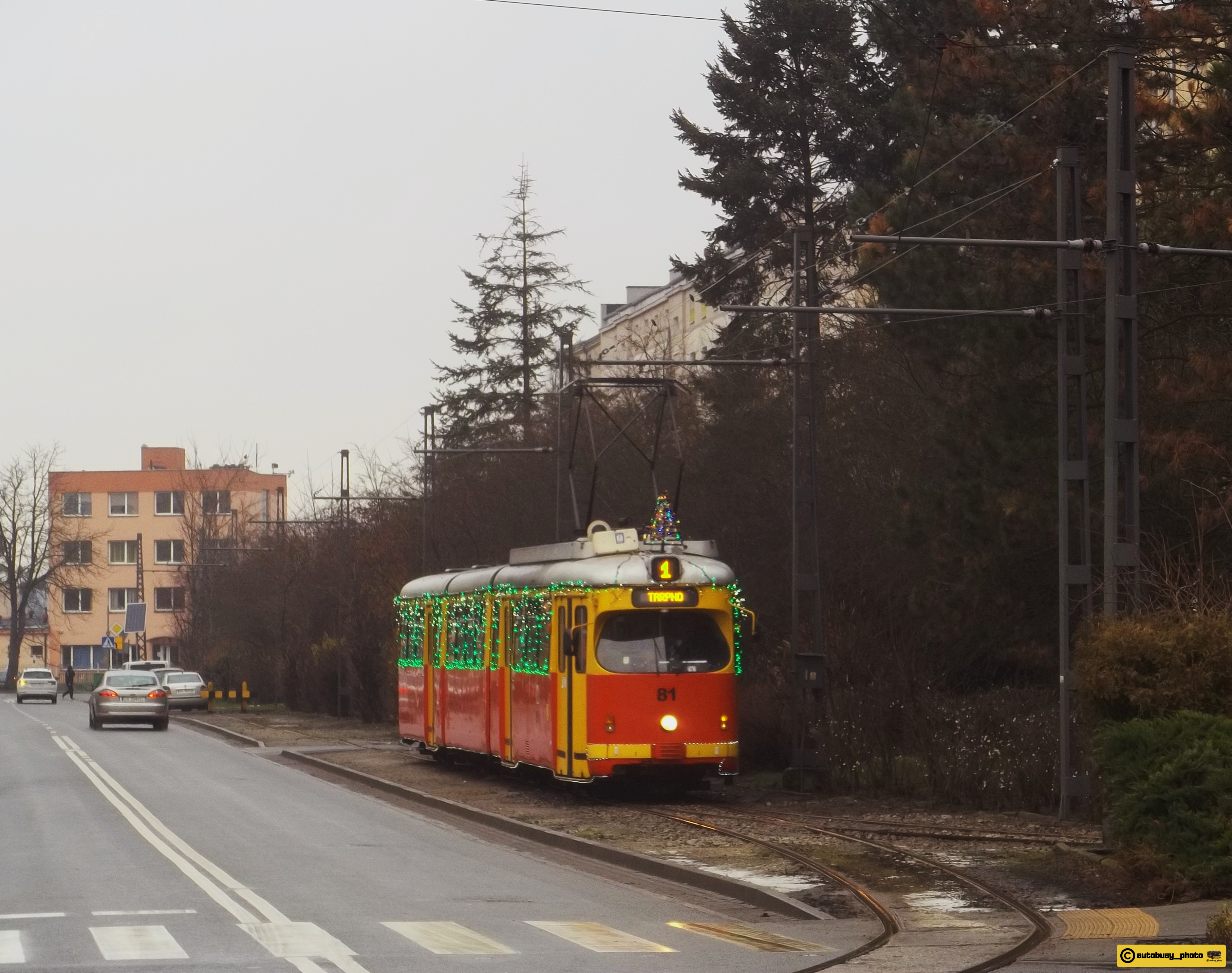
Świąteczny Düwag GT8 na ul. Królewskiej
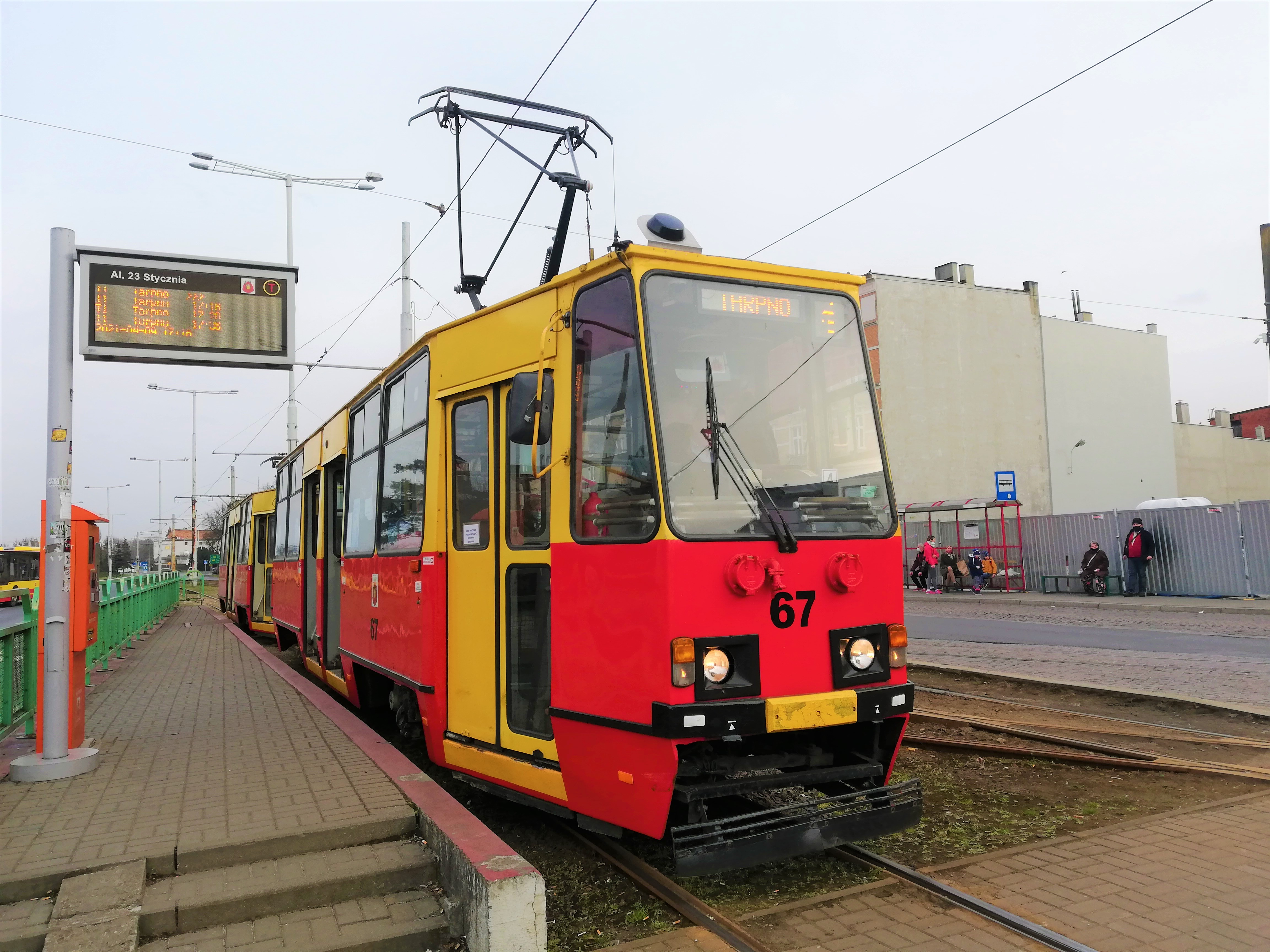
Konstal 805Nb na al. 23 stycznia
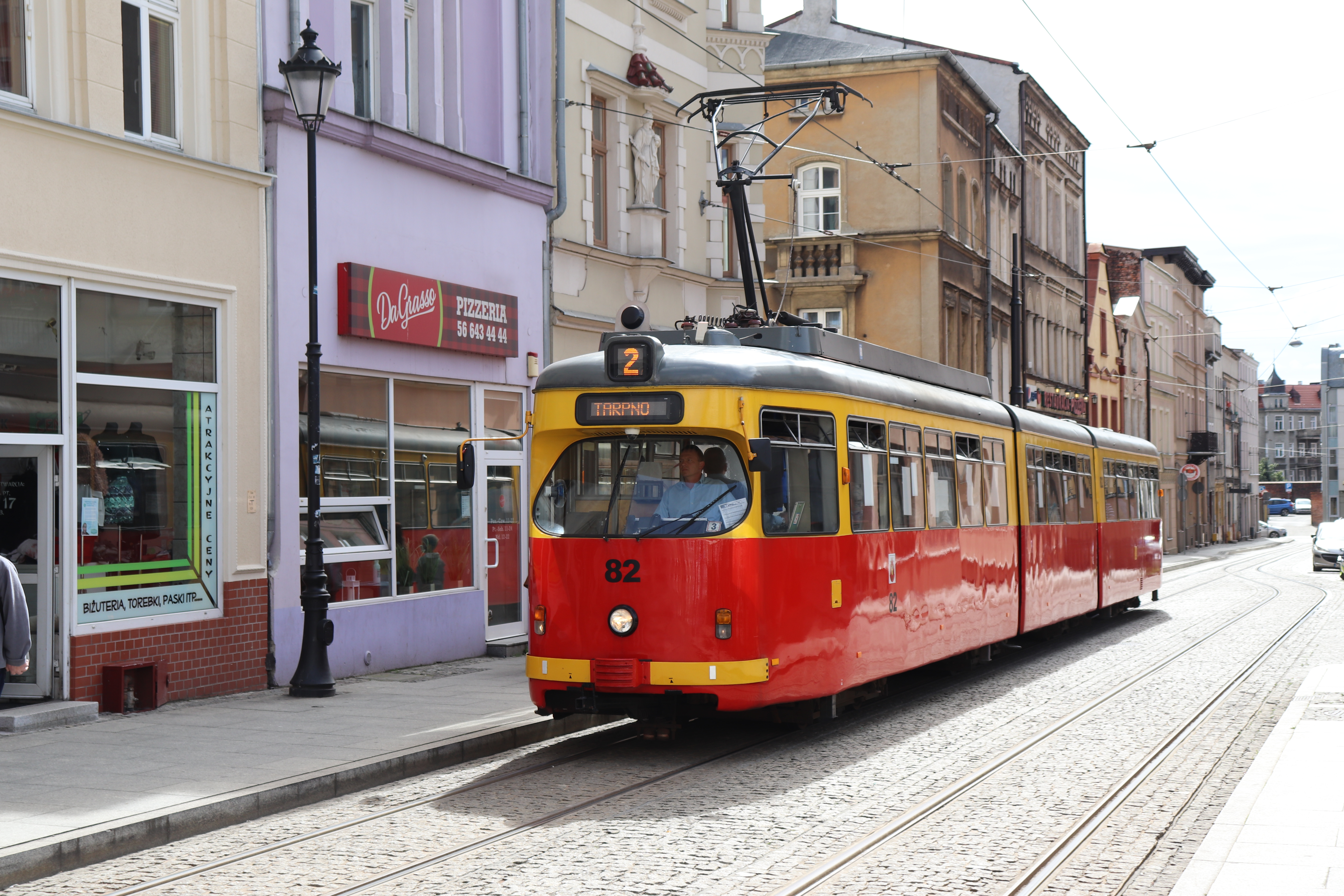
Düwag GT8 na Rynku Głównym
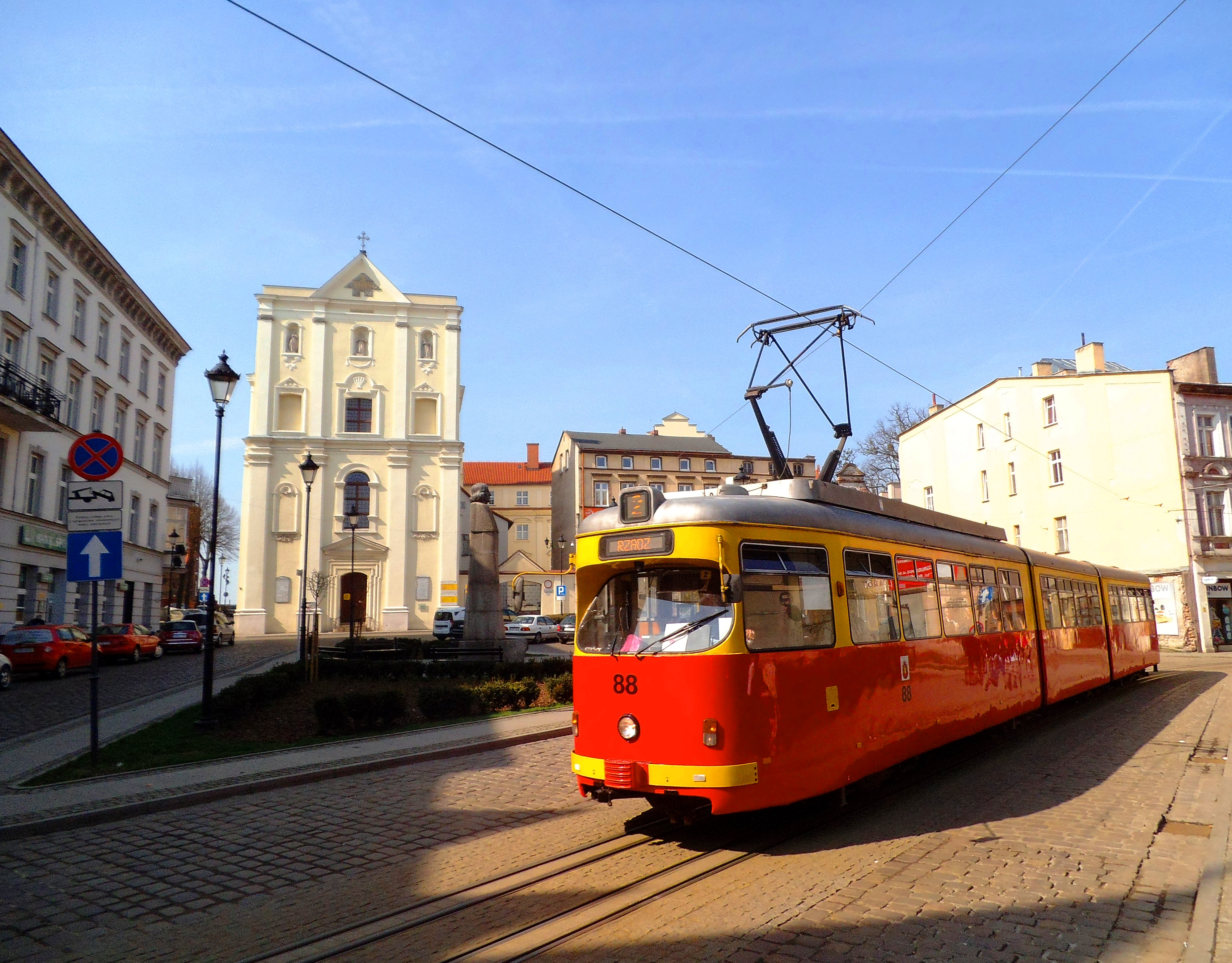
Düwag GT8 na Placu Miłośników Astronomii

#### Tramwaje wycofane z eksploatacji
- Düwag GT6
- Konstal 2N2
- Düwag GT6ZR
- silnikowe produkcji przedwojennej
- wagony tramwaju konnego
- steinfurt WF
- MAN augsurg-Nurnberg
- SWI/II
- steinfurt WF
- Graudez warsztaty własne
- Konstal 5N1
- Konstal 5ND1
- Konstal 5N
- Konstal 805Na

### Pojazdy techniczne
| Techniczne        | Techniczne        | Techniczne |
| Typ pojazdu       | Eksploatacja od   | Liczba     |
| ----------------- | ----------------- | ---------- |
| Konstal 2N2       | 1993              | 1          |
| Star 266          | 1980              | 2          |
| Mercedes Vito     | 2002              | 1          |
| VW T4             | 2008              | 1          |
| MAN L2000         | 2008              | 1          |
| Mercedes NG       | 2010              | 1          |
| Scania P          | 2022              | 1          |
| Wszystkie pojazdy | Wszystkie pojazdy | 8          |

## Bilety
Pasażerowie chcący korzystać z usług MZK Grudziądz mają do dyspozycji następujące rodzaje biletów.
- Bilety jednorazowe (jednoliniowe)
- Bilety 60-minutowe
- Bilety 24-godzinne
- Bilety 30-dniowe
- Bilety 30-dniowe obowiązujące tylko w dni powszednie
- Bilety 90-dniowe
- Bilety 90-dniowe obowiązujące tylko w dni powszednie

## Informacje o zakładzie

### Siedziba zakładu
- ul. Dworcowa 47, 86-300 Grudziądz (zajezdnia tramwajowa)
- ul. Składowa 21, 86-300 Grudziądz (zajezdnia autobusowa)

### Władze spółki

#### Prezes[18]
- Prezes Zarządu: Paweł Maniszewski

#### Rada nadzorcza[19]
- Przewodniczący: Jarosław Szaciłowski
- Wiceprzewodniczący: Marek Rolewicz
- Sekretarz: Mirosław Skiba

#### Zgromadzenie wspólników[20]
- Prezydent Miasta Grudziądza: Maciej Glamowski

### Struktura organizacyjna

#### Forma organizacyjno-prawna[21]
- Forma prawna: spółka kapitałowa w formie spółki z ograniczoną odpowiedzialnością
- Forma organizacyjna: przedsiębiorstwo komunalne
- NIP: 876-21-47-088
- REGON: 871528212
- KRS: 0000132903
- Kapitał zakładowy: 16 903 000,00 zł